# Žemieji Paneriai

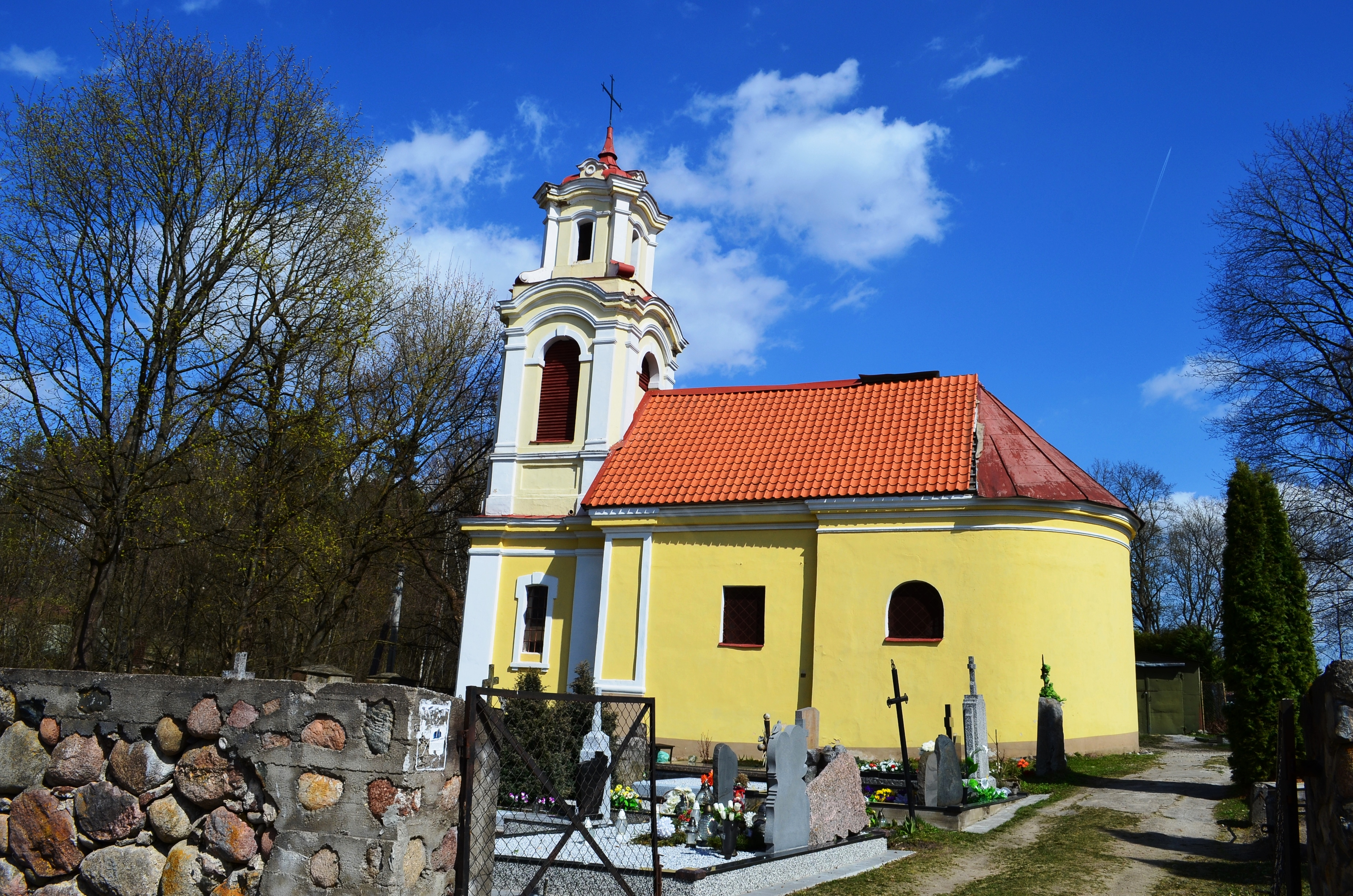
Kapelle in Žemieji Paneriai

Žemieji Paneriai (litauisch Unter-Paneriai) ist ein Stadtteil im südwestlichen Gebiet der litauischen Hauptstadt Vilnius. Er befindet sich im Osten des Tunnels Paneriai, am linken Flussufer der Neris, im Osten von Aukštieji Paneriai. Über Žemieji Paneriai geht der Savanorių prospektas. Es gibt eine katholische Kapelle, den Friedhof, die Panerių-Hauptschule Vilnius und ein Physikalisches Institut.